# Sainte-Hélène (Gironde)
Sainte-Hélène is een gemeente in het Franse departement Gironde (regio Nouvelle-Aquitaine). De plaats maakt deel uit van het arrondissement Lesparre-Médoc. Sainte-Hélène telde op 1 januari 2022 3.068 inwoners.

## Geografie
De oppervlakte van Sainte-Hélène bedroeg op 1 januari 2022 127,87 vierkante kilometer; de bevolkingsdichtheid was toen 24 inwoners per km².

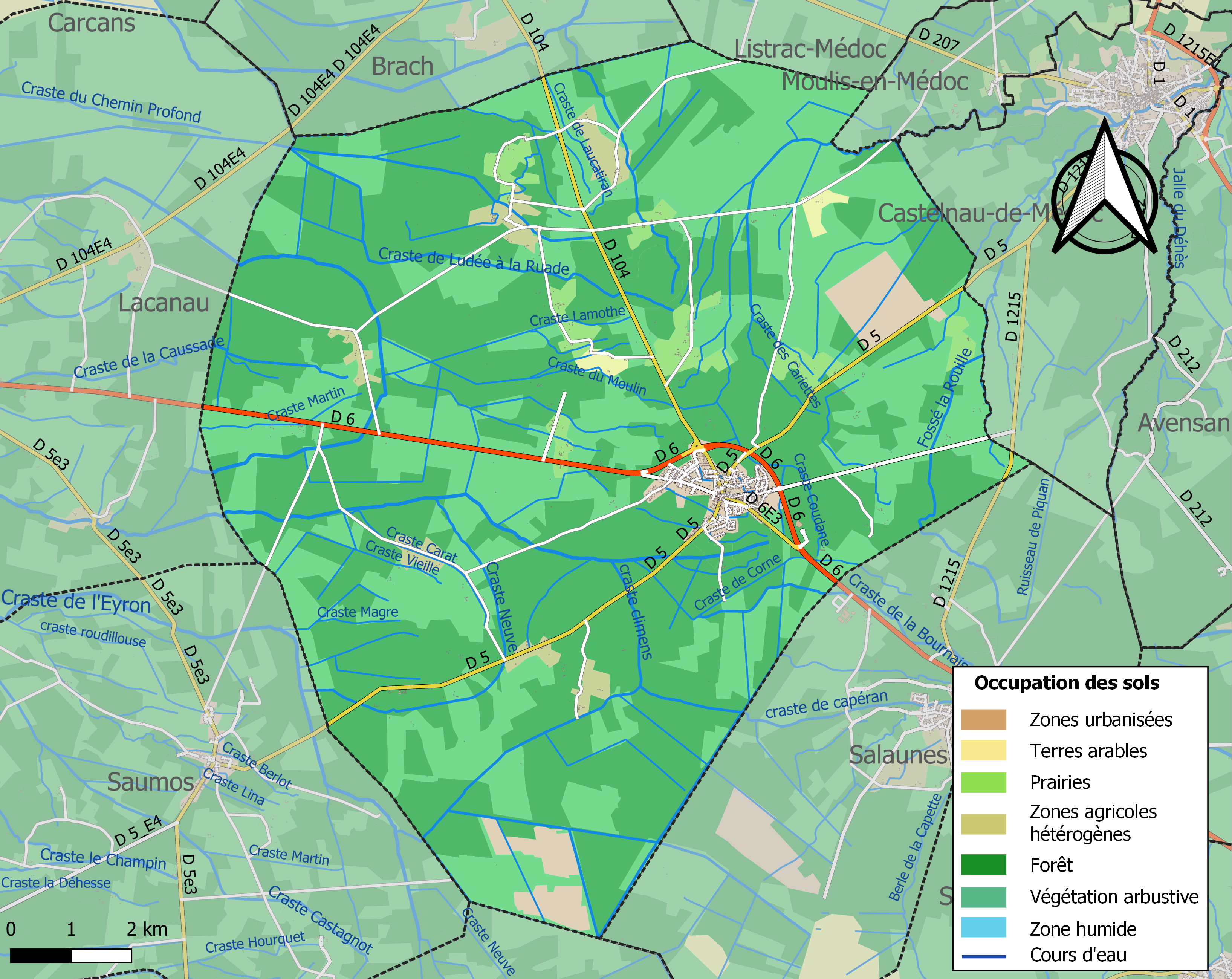
Kaart van de gemeente met belangrijkste infrastructuur, bodemgebruik en omliggende gemeenten

## Demografie
Onderstaande figuur toont het verloop van het inwonertal (bron: INSEE-tellingen).